# The Eddy
The Eddy is een Amerikaanse muzikale dramaserie die ontwikkeld werd door regisseur Damien Chazelle en geschreven werd door Jack Thorne. De achtdelige miniserie ging op 8 mei 2020 in première op Netflix.

## Verhaal
In het hedendaagse, multiculturele Parijs wordt de Amerikaanse bandleider Elliot, uitbater van de jazzclub The Eddy, geconfronteerd met een reeks problemen. Zijn jazzclub staat op de rand van faillissement, zijn zakenpartner Farid lijkt deel uit te maken van het misdaadmilieu en er zijn strubbelingen met zijn band. Bovendien besluit zijn dochter Julie om bij hem te komen wonen.

## Rolverdeling
| Acteur           | Personage        |
| ---------------- | ---------------- |
| André Holland    | Elliot           |
| Leïla Bekhti     | Amira            |
| Joanna Kulig     | Maja             |
| Tahar Rahim      | Farid            |
| Amandla Stenberg | Julie            |
| Melissa George   | Alison Jenkins   |
| Adil Dehbi       | Sim              |
| Benjamin Biolay  | Franck Levy      |
| Liah O'Prey      | Beatrice         |
| Alexis Manenti   | Zivko            |
| Randy Kerber     | Randy            |
| Léonie Simaga    | Commandant Keita |

## Productie
Omstreeks 2014 ontving televisiemaker Alan Poul van muziekproducent Glen Ballard een voorstel om een televisieserie over een muziekband te maken. Poul benaderde vervolgens scenarioschrijver Jack Thorne en regisseur Damien Chazelle om het project uit te werken. Ballard en Randy Kerber werden samen verantwoordelijk voor de muziek van de serie.
In september 2017 werd bekendgemaakt dat Chazelle de achtdelige miniserie zou ontwikkelen in dienst van streamingdienst Netflix en in samenwerking met Thorne en Ballard. In februari 2019 raakte de casting van Tahar Rahim bekend en werd bericht dat naast Chazelle zelf ook Houda Benyamina afleveringen van de serie zou regisseren. In april en mei 2019 werd de cast uitgebreid met André Holland, Joanna Kulig en Amandla Stenberg. In september 2019 raakte de casting van Melissa George bekend. De opnames vonden plaats in Parijs en gingen in mei 2019 van start.
De jazzclub uit de serie bevindt zich in de Parijse periferie, net buiten de ringweg rond de stad. Thorne liet zich voor de locatie inspireren door het werk van zijn vader, een stadsontwikkelaar. Volgens de scenarioschrijver is de ringweg, als scheidingslijn tussen het toeristische centrum en de buitenwijken van de arbeidersklasse, zowel een financiële als raciale grens.
Voor de jazzclub werd een filmset gebruikt, de rest van de serie werd op locatie opgenomen. Chazelle liet zich voor de stijl van de serie inspireren door de Franse films en documentaires van de nouvelle vague, waaronder À bout de souffle (1960), Chronique d'un été (1961) en Bande à part (1964). Een deel van de serie werd net als Chazelles debuutfilm Guy and Madeline on a Park Bench (2009) op 16mm-film opgenomen. André Holland bereidde zich op zijn hoofdrol voor door zich te verdiepen in boeken over de ontstaansgeschiedenis van zwarte muziek, waaronder Blues People (1963) van Amiri Baraka.
De serie ging op 8 mei 2020 in première op Netflix.

## Afleveringen
| Afl. | Titel      | Regie           | Scenario                                          | Releasedatum Netflix |
| 1    | "Elliot"   | Damien Chazelle | Jack Thorne                                       | 8 mei 2020           |
| 2    | "Julie"    | Damien Chazelle | Jack Thorne                                       | 8 mei 2020           |
| 3    | "Amira"    | Houda Benyamina | Jack Thorne                                       | 8 mei 2020           |
| 4    | "Jude"     | Houda Benyamina | Jack Thorne, Rachel Del-Lahay, Rebecca Lenkiewicz | 8 mei 2020           |
| 5    | "Maja"     | Laïla Marrakchi | Jack Thorne                                       | 8 mei 2020           |
| 6    | "Sim"      | Laïla Marrakchi | Jack Thorne, Hamid Hlioua                         | 8 mei 2020           |
| 7    | "Katarina" | Alan Poul       | Jack Thorne, Phillip Howze, Rebecca Lenkiewicz    | 8 mei 2020           |
| 8    | "The Eddy" | Alan Poul       | Jack Thorne                                       | 8 mei 2020           |